# Kaitlyn Vesterstein
Kaitlyn „Katie“ Vesterstein (* 21. Juni 1999 in Duluth, Minnesota) ist eine amerikanisch-estnische Skirennläuferin.

## Biographie
Kaitlyn Vesterstein erlernte das Skifahren bereits als Kleinkind in einem örtlichen Skigebiet. Ihr internationales Renndebüt gab sie am 22. November 2015 bei einem FIS-Slalom im Skigebiet Echo Mountain im Clear Creek County. In den darauffolgenden Jahren startete sie hauptsächlich bei FIS-Rennen in den USA sowie vereinzelt auch im Nor-Am Cup.
Nach der Saison 2017/18 wechselte Vesterstein zum estnischen Skiverband. Ihr Großvater Paul Vesterstein stammt aus Estland und immigrierte nach dem Zweiten Weltkrieg in die USA.
2022 nahm sie als dritte estnische Skirennläuferin nach Karin Peckert-Forsman und Tiiu Nurmberg an Olympischen Winterspielen teil. Bei den Wettkämpfen in Peking belegt sie im Riesenslalom den 35. Platz, im Slalom schied sie aus.
Vesterstein studiert seit 2019 an der University of Utah, wo sie auch zur Skimannschaft der Universität gehört.

## Erfolge

### Olympische Winterspiele
- Peking 2022: 35. Riesenslalom, DNF Slalom

### Nor-Am Cup
- 5 Platzierungen unter den besten 15

### Weitere Erfolge
- 3 Siege bei FIS-Rennen